# Damora benacensis
Damora benacensis är en fjärilsart som beskrevs av Turati 1931. Damora benacensis ingår i släktet Damora och familjen praktfjärilar. Inga underarter finns listade i Catalogue of Life.